# کلاهبردار (فیلم ۲۰۱۰)
کلاهبردار یک تریلر بالیوودی است که در سال ۲۰۱۰ ساخته شده و بازیگران اصلی آن عمران هاشمی و نها شرما هستند. این فیلم به کارگردانی مهیط سوری و تهیه کنندگین موکش بات در ۸ اکتبر ۲۰۱۰ اکران شد. این فیلم براساس حملات نژادپرستانه به دانشجویان هندی در استرالیا و آفریقای جنوبی در بین سالهای ۲۰۰۷ و ۲۰۱۰ ساخته شده‌است.

## بازیگران
- عمران هاشمی در نقش جی دیکسیت/سورج باردواج
- نها شرما در نقش سوهانی
- آرجون باجوا در نقش سمرت
- مشهور امروهی در نقش گلدی
- کوین داو در نقش رومی لتی
- شلا آلن در نقش نیکول «نیکی»
- فرانسیس چولر در نقش راسل
- اسملی سوری در نقش شینا
- الن دیویدسون در نقش دیوید

## موسیقی
موسیقی فیلم توسط پریتام ساخته شده و در تاریخ ۶ سپتامبر ۲۰۱۰ منتشر شد. متن ترانه‌ها توسط کومار نوشته شده‌است بجز ترانه «کلاً» که توسط بابال سروده شده.

### لیست آهنگ‌ها
| شماره | نام                  | Performer(s)                | مدت  |
| ----- | -------------------- | --------------------------- | ---- |
| ۱.    | «کلاً»                | ببو من، سوزانه دمیلو        | ۳:۴۵ |
| ۲.    | «مِرِ بنا»             | نیخیل دسوزا                 | ۴:۴۹ |
| ۳.    | «کا»                 | نیرج شریدهار، دومنیکو کریجو | ۳:۴۹ |
| ۴.    | «توجهی من»           | کی کی                       | ۵:۰۰ |
| ۵.    | «توجکو جو پایا»      | مهیط چوهان                  | ۳:۰۴ |
| ۶.    | «کلاً (ریمیکس)»       | ببو من، سوزانه دمیلو        | ۴:۲۶ |
| ۷.    | «مر بنا (Unplugged)» | کی کی                       | ۴:۴۹ |
| ۸.    | «توجهی من (Reprise)» | کی کی                       | ۴:۴۰ |